# Paolo di Sangro
Paolo di Sangro († 1455) war ein italienischer Adliger und Condottiere, Herr von Agnone, Atessa, Civitacampomarano, San Severo und Torremaggiore.

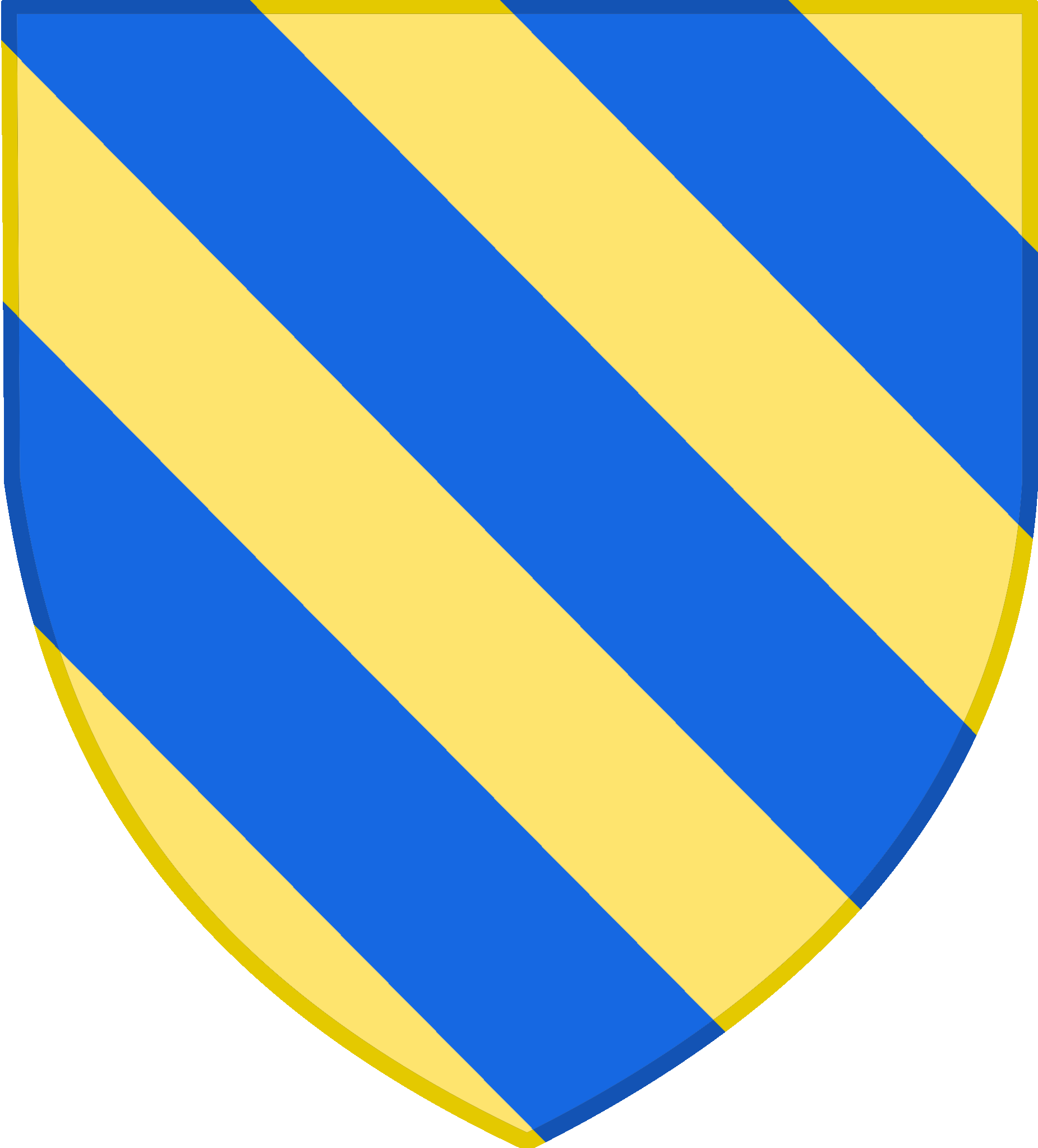
Wappen Fam. De Sangro

## Leben
Paolo wurde an einem unbekannten Tag und Ort als Sohn von Cola Tommaso di Sangro und Maria Gianvilla geboren und war der älteste ihrer Nachkommen (er hatte drei Brüder, Antonio, Carlo und Princivalle, und zwei Schwestern, Beatrice und Constance).
Er schlug eine militärische Laufbahn in der Söldnertruppe von Jacopo Caldora ein, wurde mit der Zeit Hauptmann seiner Armee und nahm an verschiedenen militärischen Feldzügen zwischen den Anjou und den Aragoniern teil, die den Thron des Königreichs Neapel beanspruchten. Am 15. November 1439 nahm er in Sulmona in der Kirche Santo Spirito al Morrone an der Beerdigung von Caldora teil, der während der Belagerung von Colle Sannita plötzlich verstorben war. Danach trat er unter dessen Sohn Antonio Caldora in den Militärdienst ein und folgte ihm bei seinen häufigen Parteiwechseln.
Berühmtheit erlangte Paolo di Sangro in der Schlacht von Sessano am 28. Juni 1442, in der er zu Alfons V. von Aragon überlief, die Niederlage Antonio Caldoras besiegelte und das Ende der Herrschaft seiner Familie im Königreich Neapel einläutete. Als Belohnung für seinen Sieg schenkten ihm die Aragonesen das Lehen Torremaggiore und eine große Geldsumme.
Im August desselben Jahres besiegte er die Condottieri Cesare Martinengo, Vittore Rangoni und Lionello Accrocciamuro bei Troia. Dort traf er auf Antonio Caldora (der inzwischen wieder die Seiten gewechselt hatte), der ihn beauftragte, Alfons V. von Aragon (der inzwischen Herrscher des Königreichs geworden war) davon zu überzeugen, das Herzogtum Bari vom Fürsten von Tarent, Giovanni Antonio Orsini del Balzo, an Caldora zurückzugeben.
Im Oktober 1443 zog er gegen Francesco Sforza und kam dem Söldnerhauptmann Niccolò Piccinino in den Marken zu Hilfe. Im November, nachdem er Montegiorgio verlassen hatte, eroberte er nach dreitägiger Belagerung Torre San Patrizio und brannte es nieder; später besetzte er mit Unterstützung der Einwohner von Sant’Elpidio a Mare Monte Urano. Im Dezember musste er jedoch den Feldzug in der Marca Fermana aus Geldmangel und wegen fehlender Vorräte abbrechen.
Im August 1444 schlug er mit einem Heer von 1.000 Rittern den Aufstand von Antonio Centelles Ventimiglia, Marchese von Crotone, nieder. Im Dezember desselben Jahres lagerte er mit Giacomo Montagano in Macerata. 1448 nahm er mit einem Heer von 2.500 Rittern an der siegreichen Schlacht von Piombino gegen die Republik Florenz teil. Im Juni 1452 zog er mit 600 Rittern aus L’Aquila an der Seite von Ferrante von Aragon gegen die Florentiner. 1454, nach dem Frieden von Lodi, erhielt er von der Republik Florenz das Angebot, mit einem Gehalt von 30.000 Dukaten Generalkapitän der florentinischen Armee zu werden. König Alfons V. von Aragon zwang ihn, das Angebot abzulehnen und belehnte ihn mit den Lehen Agnone, Atessa und San Severo.
Paolo di Sangro starb im Jahr 1455.

## Nachkommen
Paolo di Sangro heiratete Abenante Attendolo, die Tochter von Domenico, dem Bruder des berühmten Söldnerführers Muzio Attendolo Sforza, und Giovannella Gesualdo. Mit ihr hatte er:
- Carlo, der älteste Sohn, erbte den Besitz seines Vaters und heiratete Caterina Caetani, mit der er Gianfrancesco hatte.[7]
- Alfonso, Herr von Dogliola, Fresagrandinaria und Palmoli, der Antonia Caracciolo heiratete.[8]
- Ferraguto, Herr von Lentella.[9]
- Altobella, die am 21. November 1450 Cola di Monforte-Gambatesa heiratete.[10]
- Emilia, die Giulio della Leonessa heiratete.[9]